# Mitroplatia pygmaea
Mitroplatia pygmaea är en tvåvingeart som beskrevs av Günther Enderlein 1935. Mitroplatia pygmaea ingår i släktet Mitroplatia och familjen husflugor. Inga underarter finns listade i Catalogue of Life.